# Lepaera
Lepaera es un municipio del departamento de Lempira en la República de Honduras.

## Límites
| Orientación | Límite                           |
| ----------- | -------------------------------- |
| Norte       | Departamento de Santa Bárbara    |
| Sur         | Municipio de Gracias, Lempira    |
| Sur         | Municipio de Las Flores, Lempira |
| Este        | Municipio de La Iguala, Lempira  |
| Este        | Departamento de Santa Bárbara    |
| Oeste       | Departamento de Copán            |

Su extensión territorial es de 310.2 km².

## Geografía
Se encuentra emplazada al pie de la Montaña de Puca. La cabecera tiene muchas pendientes fuertes. Está rodeada por muchos bosques, algunos de los cuales son fincas cafetaleras. Queda en una cota sobre el nivel del mar muy propia para el cultívo de este. Y en general el resto del municipio es muy montañoso. Y presenta bosques subtropicales y de pinos en las zonas más altas, pero el clima en la cabecera es caluroso debido a la deforestación.

## Historia

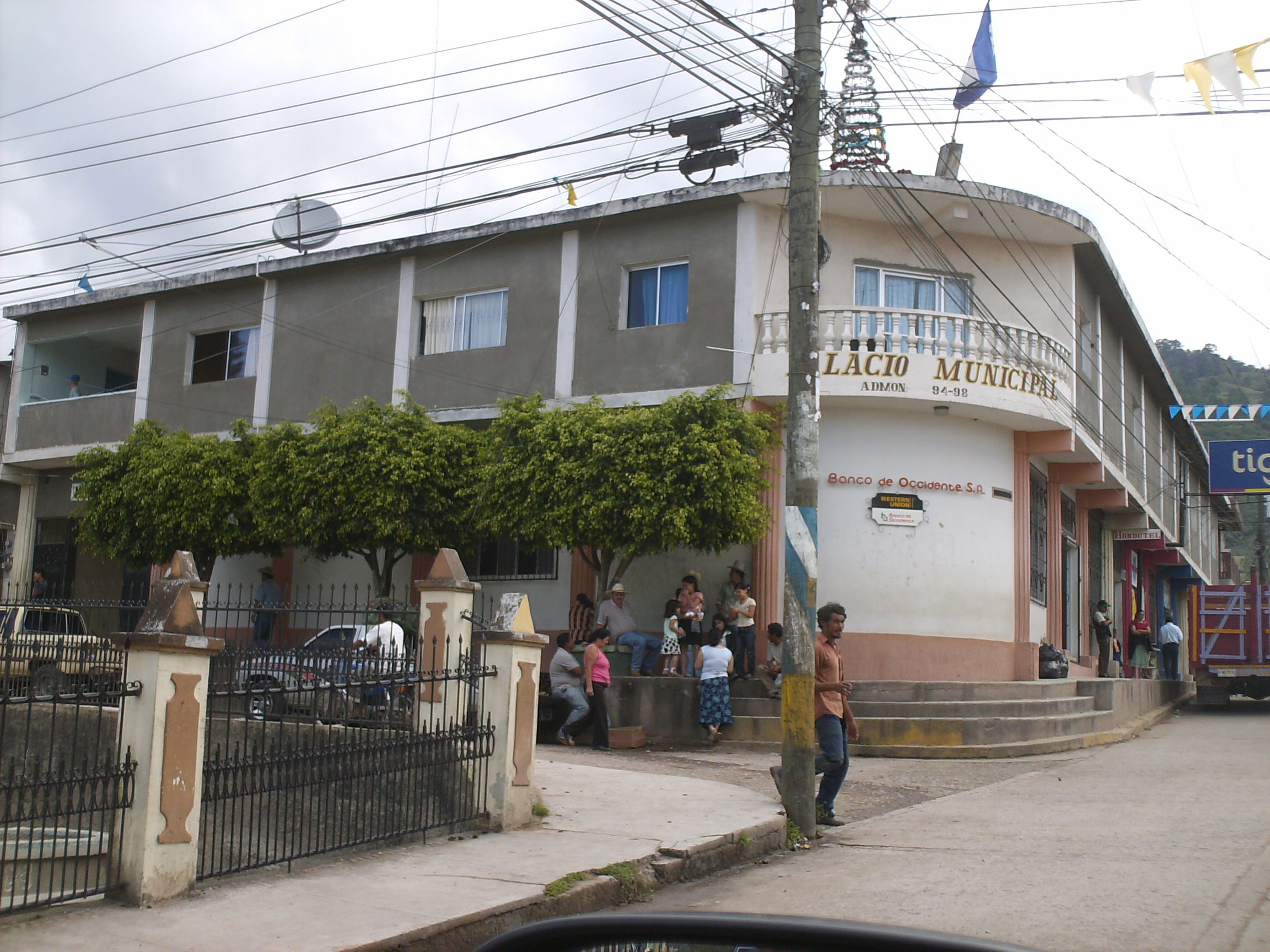
Palacio Municipal de Lepaera.

Considerado pueblo autóctono desde 1538 con habitantes entre indígenas Lencas, Toltecas o Chortíes, que se cree que llegaron a este pueblo procedentes del Reino de Cuscatlán, huyendo de los conquistadores españoles; al pie de la Montaña de Puca.
Entre los años 1536 a 1538, cuando los españoles fundaron la Ciudad de Gracias, ya existía Lepaera, al igual que otros municipios, los cuales según referencias recorrió el cacique Lempira.
En 1877, fue elegida por votación popular, la primera municipalidad.
En 1956 (8 de octubre), el título de ciudad le fue conferido por Decreto No 81 por el Congreso Nacional y puesto en vigencia el 16 de mayo de 1957.

## Población
Los mestizos han desplazado a los descendientes de los nativos indígenas. Los pocos que quedan de estos se ubican en las aldeas circundantes.
Población: en 2020 se cuenta con una población de 40,619 en el municipio de Lepaera, de estos 20,220 son hombres y 20,399 son mujeres. Sólo 10,786 (26.6%) son población urbana, el resto que corresponden al 73.4% son población rural.
dwuwhduwhdhuahdhaudhaiuhd like y suscríbete

## Economía
El cultivo, recolección y procesado del café representa la principal actividad en Lepaera, seguido del comercio. El café causa que la ciudad se vaya haciendo más prospera y por lo tanto expandiéndose. Cuenta con varias ferreterías, abarroterias, una estación para servir combustible fósiles en la entrada de la ciudad. También cuenta con electricidad, servicios de comunicación móvil. El agua se obtiene de la perforación de pozos y de algunas fuentes que nacen en los alrededores.

## Turismo

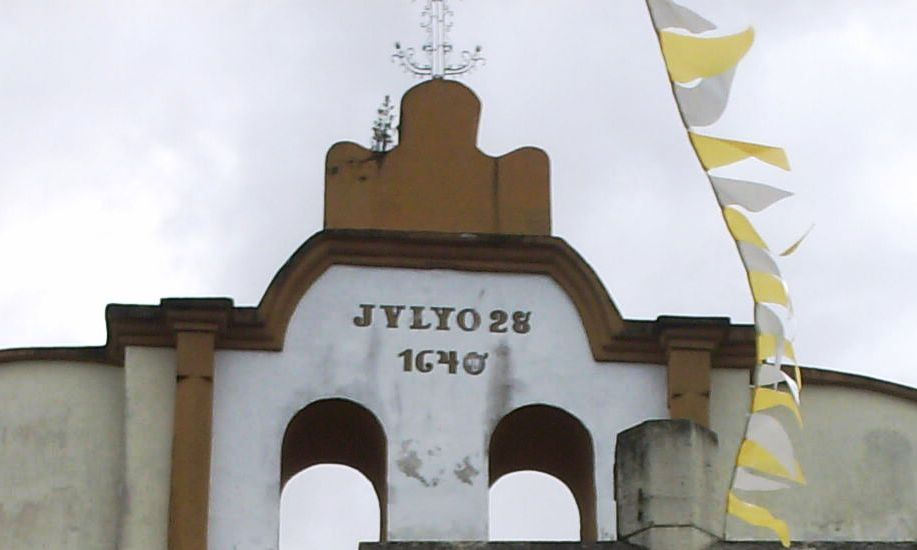
Vista parcial de la antigua Iglesia Colonial de Lepaera.

El desvío para la ciudad cabecera se localiza a 15 km de Gracias sobre la carretera que dirige a Santa Rosa de Copán. Es un lugar muy llamativo, pintoresco y agradable al visitante. Las calles son estrechas y muy decorativas, es decir que le dan su distinción a esta ciudad. Cuenta con una iglesia muy antigua, sobre la misma está escrita la siguiente fecha: JVLYO 28 1640. La gente es muy amable y atenta. Cuenta con un hotel muy cómodo y reconocido en la zona. Se puede encontrar en varios establecimientos café molido comúnmente conocido como Café de Palo, el cual es muy aromático y de buen sabor. Hay servicios de TV por cable.

### Feria Patronal
Su Feria Patronal es el 25 de julio, día de Santiago y el 25 de enero día del Señor de Esquipulas.

## División Política
Aldeas: 45 (2013)
Caseríos: 158 (2013)
| Código | Aldea                           |
| ------ | ------------------------------- |
| 131301 | Lepaera                         |
| 131302 | Alegrías                        |
| 131303 | Arenales                        |
| 131304 | Brisas del Ocotillo             |
| 131305 | Buenos Aires                    |
| 131306 | Cementera                       |
| 131307 | Consolación                     |
| 131308 | El Aguacatal                    |
| 131309 | El Barrio                       |
| 131310 | El Carmen                       |
| 131311 | El Chaguite                     |
| 131312 | El Matasanito                   |
| 131313 | El Rosario                      |
| 131314 | Estancias                       |
| 131315 | Gualan                          |
| 131316 | La Jagua                        |
| 131317 | La Laguna del Pedernal          |
| 131318 | La Libertad                     |
| 131319 | La Lima                         |
| 131320 | La Rinconada                    |
| 131321 | Lagunas de Pajapas              |
| 131322 | Las Crucitas                    |
| 131323 | Las Dantas                      |
| 131324 | Las Pilas de Canmaya            |
| 131325 | Las Tejeras                     |
| 131326 | Loma Alta                       |
| 131327 | Los Cerritos No.1               |
| 131328 | Los Cerritos No.2               |
| 131329 | Mercedes Ocotillo o Pecanera    |
| 131330 | Misiora                         |
| 131331 | Nueva Edén                      |
| 131332 | Ocote Chacho                    |
| 131333 | Ocotillo Tierra Colorada        |
| 131334 | San José de Pajapas             |
| 131335 | Plan de la Pua                  |
| 131336 | Plan del Jarro o Santa Eduviges |
| 131337 | Plan del Ocotal                 |
| 131338 | Plan del Socorro                |
| 131339 | Plan Grande                     |
| 131340 | Playitas                        |
| 131341 | San Isidro El Belloto           |
| 131342 | Santa Rita                      |
| 131343 | Tierra Colorada                 |
| 131344 | Yuena                           |
| 131345 | Yuenita                         |